# Costa Rica vid världsmästerskapen i friidrott 2022
Costa Rica tävlade vid världsmästerskapen i friidrott 2022 i Eugene i USA mellan den 15 och 24 juli 2022. Costa Rica hade en trupp på tre idrottare.

## Resultat

### Herrar
Gång- och löpgrenar
| Idrottare       | Gren           | Försöksheat | Försöksheat | Semifinal | Semifinal | Final            | Final            |
| Idrottare       | Gren           | Resultat    | Placering   | Resultat  | Placering | Resultat         | Placering        |
| --------------- | -------------- | ----------- | ----------- | --------- | --------- | ---------------- | ---------------- |
| Gerald Drummond | 400 meter häck | 49,16       | 5 0Q0       | 49,37     | 13        | Gick inte vidare | Gick inte vidare |

### Damer
Gång- och löpgrenar
| Idrottare     | Gren              | Försöksheat | Försöksheat | Semifinal  | Semifinal | Final            | Final            |
| Idrottare     | Gren              | Resultat    | Placering   | Resultat   | Placering | Resultat         | Placering        |
| ------------- | ----------------- | ----------- | ----------- | ---------- | --------- | ---------------- | ---------------- |
| Andrea Vargas | 100 meter häck    | 13,12       | 26 0Q0      | 12,82 0SB0 | 15        | Gick inte vidare | Gick inte vidare |
| Noelia Vargas | 20 kilometer gång | —           | —           | —          | —         | 1:32.36 0SB0     | 16               |